# Логвиненко, Марина Викторовна
Мари́на Ви́кторовна Логвине́нко (род. 1 сентября 1961, Шахты, Ростовская область) — советская и российская спортсменка, (пулевая стрельба). С 1981 по 2002 годы — член сборных команд СССР, СНГ, России. Самый титулованный стрелок России, единственная обладательница 5 олимпийских медалей в истории отечественного стрелкового спорта.
Заслуженный мастер спорта СССР (1982) и Заслуженный мастер спорта России (1996).

## Биография
Мари́на Ви́кторовна Логвине́нко (до замужества) — Добранчева, родилась 1 сентября 1961 года в Шахтах Ростовской области.
Одна из самых титулованых представителей ДОСААФ СССР (во время обучения в вузе в параллельном зачёте представляла спортивные общества «Спартак» и «Профсоюзы»).
Занятия стрелковым спортом, начала в секции спортивно-технического клуба Ленинского РК ДОСААФ г. Шахты в 1975 году. Первый тренер (давший начальную подготовку), преподаватель кафедры теоретической механики — филиала НПИ,(тренер-общественник) Шемшура Б. А..
С 1979 года и после переезда в 1982 году в г. Ростов-на-Дону тренировалась (в межсборовый период) в областном тире ДОСААФ, где ей предоставлял бокс для хранения оружия, оказывал помощь в оформлении выездов и организации тренировочного процесса Борзов Ю. Н., с 1981 года по 1987 год ставший её личным тренером.
В августе 1987 года (в день физкультурника) Марина вступает в брак с Владимиром Логвиненко, который с ноября 1987 года по декабрь 2000 года, вёл подготовку спортсмена к соревнованиям.
После рождения дочери (Нелли) в мае 1989 года она меняет фамилию, (с этого времени) на внутренних и международных соревнованиях — выступает под фамилией мужа Логвиненко, за (СКВО) СКА-15 г. Ростова-на-Дону.
Представляя спортивный клуб армии, Марина (Добранчева) Логвиненко добилась выдающихся результатов, в период с 1990 по 2005 годы она становится — чемпионкой, двукратным серебряным и бронзовым призёром Всемирных игр среди военнослужащих; 10-кратной чемпионкой, 8-кратным серебряным и двукратным бронзовым призёром чемпионатов мира среди военнослужащих; 18-кратной победительницей чемпионатов и первенств ВС СССР и ВС РФ.
С 1994 года, обменяв квартиру (в Ростове-на-Дону на Шахты), по 2001 год проживала в Шахтах, выкупив (за призовые с Олимпиады 1992 года и кредитные деньги) городской тир ДОСААФ. Планировала создать свою школу пулевой стрельбы.
В сложное перестроечное время (после смены на выборах городского главы в 1997 году), не найдя поддержки у получившей новые векторы в развитии спортивной инфраструктуры администрации города Шахты, для сохранения в городе её любимого вида спорта — пулевой стрельбы — безвозмездно дарит тир городскому УВД и возвращается в город Ростов-на-Дону.
После Олимпиады 2000 года ЗТ СССР полковник В. В. Логвиненко завершает тренерскую деятельность, продолжая службу в штабе СКВО. Спортивный союз спортсмена и тренера распадается (первый раз в период 1993-1995гг, второй раз в 2000 г.). В это время Марина находится на самоподготовке до дня ухода из большого спорта.
В связи с прогрессирующим со второй половины девяностых годов заболеванием коленных суставов, неудачной операцией на корпальном нерве кисти правой руки, проблемами с поясничным отделом позвоночника с 2002 года Марина отказывается от участия в отборе и подготовке к Олимпийским играм 2004 года в Афинах. Продолжительная, но малоэффективная реабилитация, отсутствие финансирования вынуждают её принять тяжёлое решение о завершении активной соревновательной практики и переходе на преподавательскую работу.
Окончательно она завершает участие в соревнованиях в 2005 году после чемпионата мира среди военнослужащих в Швейцарии, где завоевывает золотую и серебряную медали в командном зачете, и прощается как спортсмен со стрелковым спортом.
Увольняется из рядов ВС РФ по достижении предельного возраста в 2009 году в воинском звании подполковника с должности, начальника учебной части кафедры тактики Факультета военного обучения ЮФУ.
Почётный гражданин города Шахты (1996 г.).
Награждена государственными орденами и медалями.

## Достижения
Двукратная олимпийская чемпионка 1992 года, серебряный призёр Олимпийских игр 1996 года, бронзовый призёр Олимпийских игр 1988,1996 годов. Победитель и серебряный призёр международного турнира «Дружба-84». 15-кратная чемпионка, двукратный серебряный и двукратный бронзовый призёр чемпионатов мира. 14-кратная чемпионка, 15-кратный серебряный, троекратный бронзовый призёр чемпионатов Европы.
Двукратный победитель Финала кубка мира 1991,1992, серебряный призёр 1988,1991,1993,1996, бронзовый призёр 1988,1990,1995,1996 годов.
В период с 1986 по 2003 год; 13-кратный победитель, 8-кратный серебряный и 6-кратный бронзовый призёр Этапов кубка мира.
38-кратный победитель чемпионатов и первенств СССР, СНГ, России. Чемпионка, двукратный серебряный и бронзовый призёр 8-й и 9-й Спартакиады народов СССР. 14-кратный победитель кубка СССР и России.